# Гіркокаштан звичайний
Гіркокашта́н звича́йний (Aesculus hippocastanum) — багаторічна рослина родини сапіндових, також відома під народними назвами кінський каштан, кашта́н ди́кий, кашта́н бі́лий, горі́х кі́нський, жолузник, ґестиня. Поширена лікарська, медоносна та декоративна культура.
В Україні гіркокаштан називають просто каштаном, але згідно з біологічною класифікацією каштан і гіркокаштан не є близькими родичами, а належать до різних родин, більше того різних біологічних порядків.

## Етимологія
Українська родова назва гіркокаштан вказує на неїстивність плодів, що підкреслює їхню відмінність від каштана їстівного, який дає смачні їстівні горіхи. Інша поширена назва кінський каштан є дослівним перекладом латинської видової назви hippocastanum. Точне походження цього терміна невідоме. За найвірогіднішою версією, цю назву рослина отримала з тієї ж причини, що й українська — для позначення її неїстівного статусу. За іншою версією дерево назвали кінським каштаном тому, що його плодами намагалися лікувати коней. Насправді для коней плоди цієї рослини отруйні, і можуть викликати тремор і порушення координації. Українська видова назва звичайний підкреслює широку розповсюдженість цього дерева.
Поза науковими колами цю рослину частіше називають просто каштаном. Але цієї назви краще уникати, бо вона створює плутанину і фактично означає дерево роду Castanea з родини букових.

## Опис
Дерево 30-36 м заввишки з гарною густою кроною і товстим гіллям. Старе гілля брунатно-сіре, молоді товсті пагони — світло-бурі, голі. На старих деревах зовнішні гілки часто відвислі з кучерявим закінченням. Бруньки до 2,5 см завдовжки, яйцеподібні, темно-бурі, клейкі, покриті шкірястою лускою.
Листки супротивні, черешкові, пальчасті, складаються з 5-7 сидячих листочків клиноподібно-оберненояйцеподібної форми, зморшкуватих, по краю нерівнопильчастих, знизу світліших, вздовж жилок пухнастих від м'яких, рудих волосків. Кожен листочок сягає 13-30 см завдовжки, а весь листок може сягати 60 см завширшки.
Суцвіття — прямостояча, пірамідальна волоть, 10-30 см заввишки, складається з 20-50 квіток. Чашечки дзвоникуваті, опушені, з 5 нерівними лопатями. Віночок п'ятипелюстковий, білий з жовтуватою плямою в зіві, яка з часом стає червоною. Пелюстки округлі з торочкуватим відгином. Тичинки (7-8 шт.) прикріплені до внутрішнього краю диску.
Плід — зелена тристулкова коробочка, 6 см завдовжки, з м'якими короткими шипами. Всередині неї міститься 1 (рідше 2-3) коричнева, лискуча насінина 2-4 см завширшки, з сірою плямою при основі. Зазвичай на одному суцвітті дозріває 3-5 плодів. Квітне в травні-червні протягом 15 діб, плоди дозрівають у вересні — жовтні.

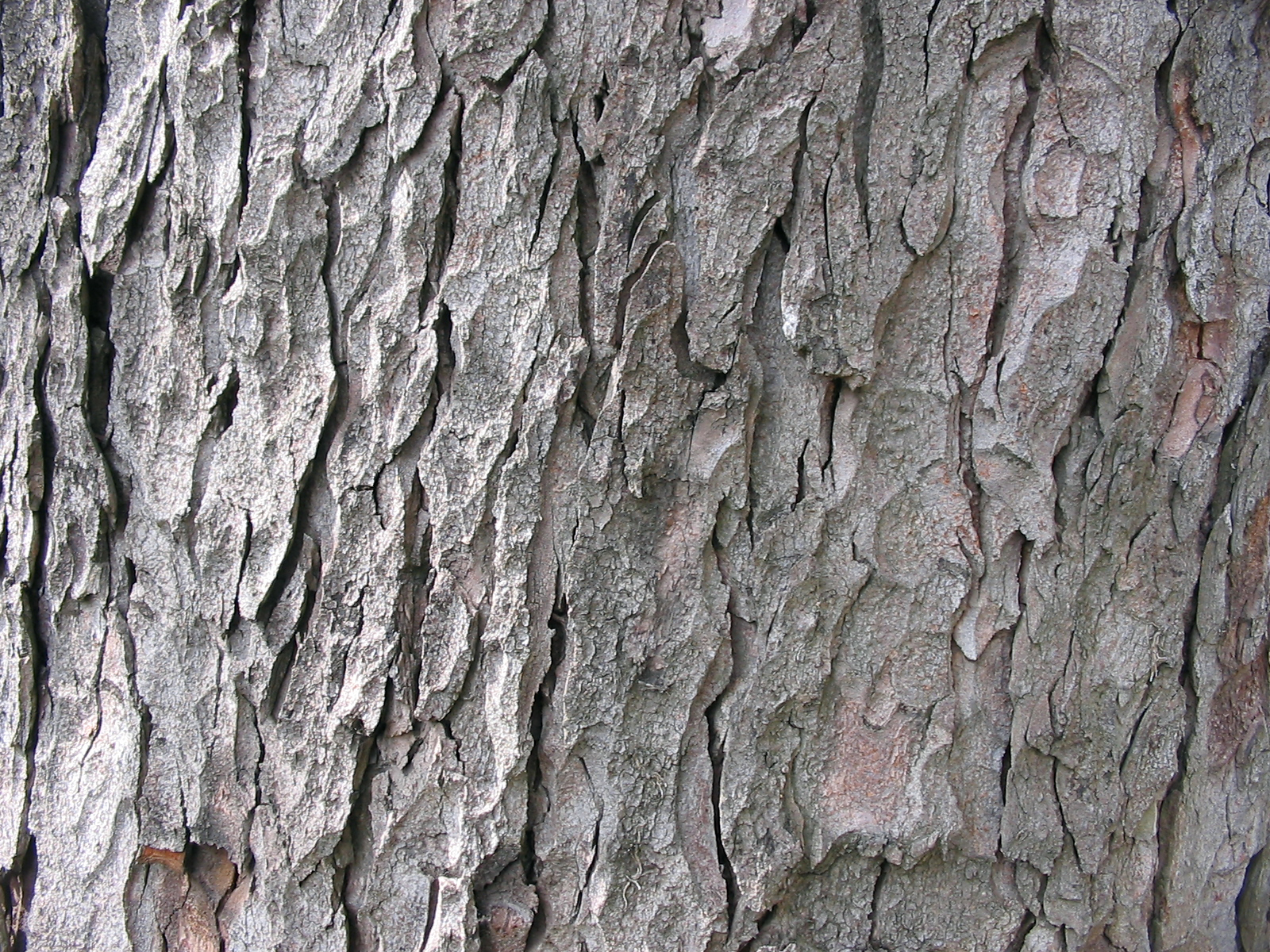
Кора
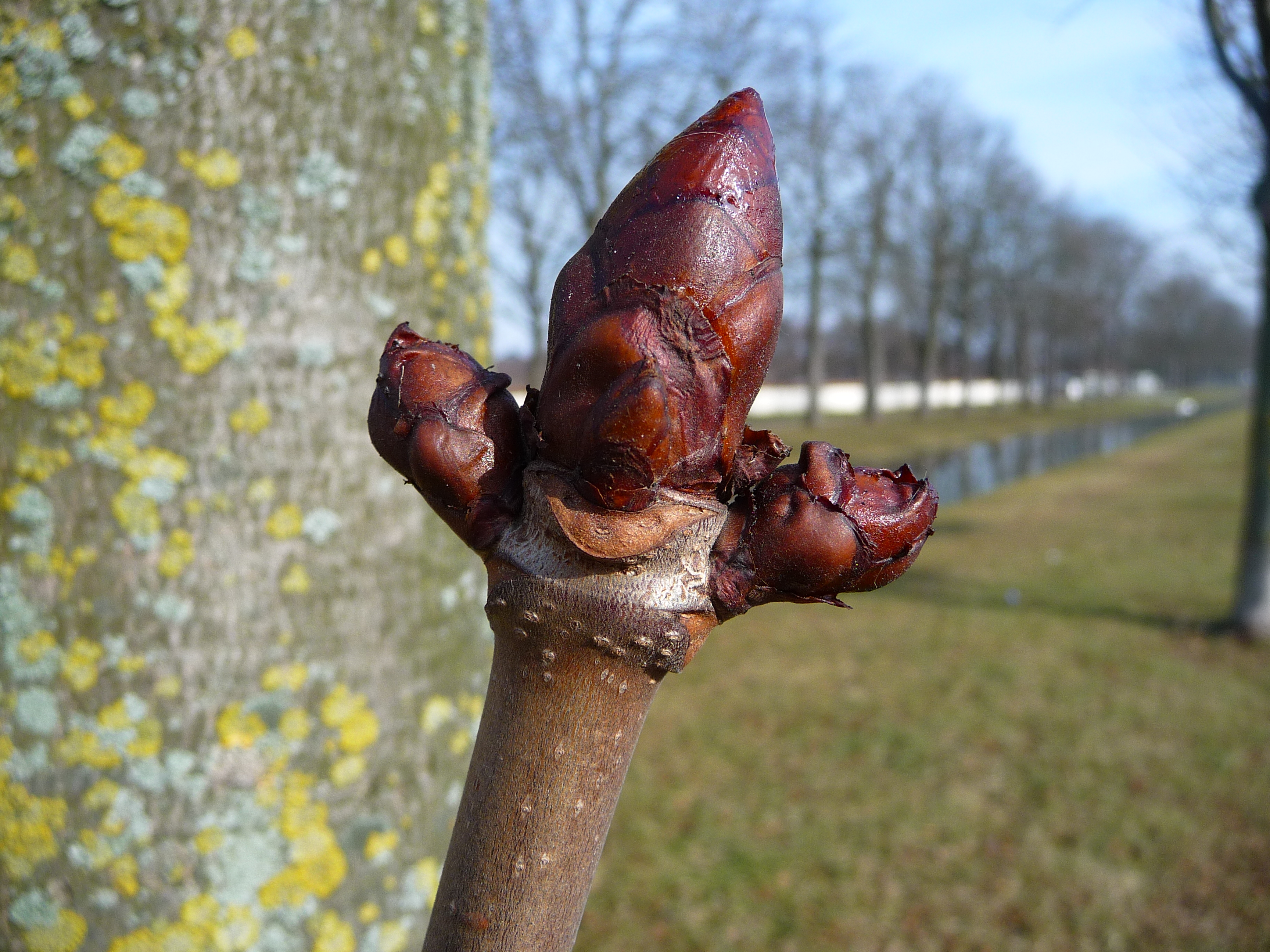
Бруньки
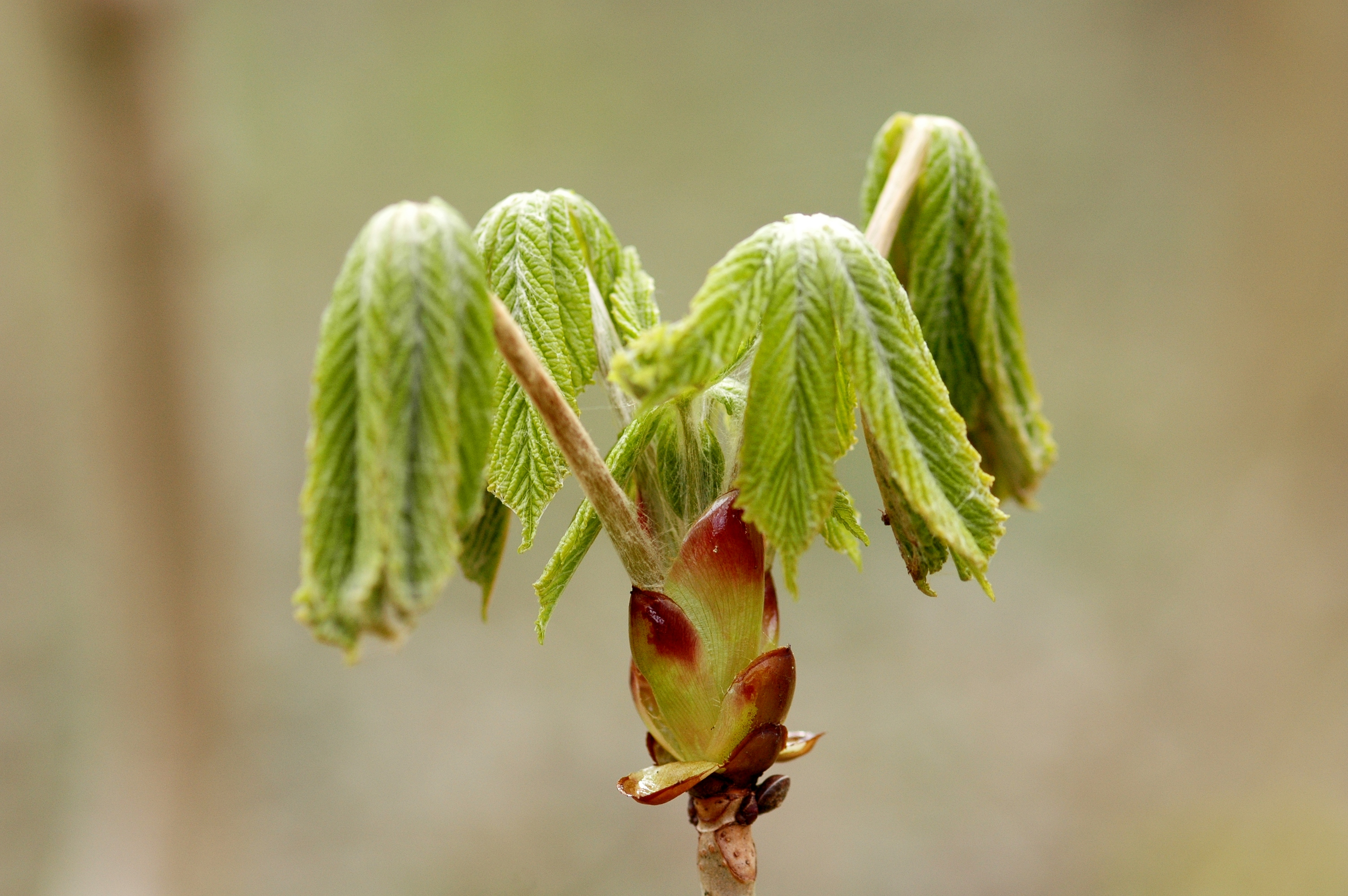
Молоде листя
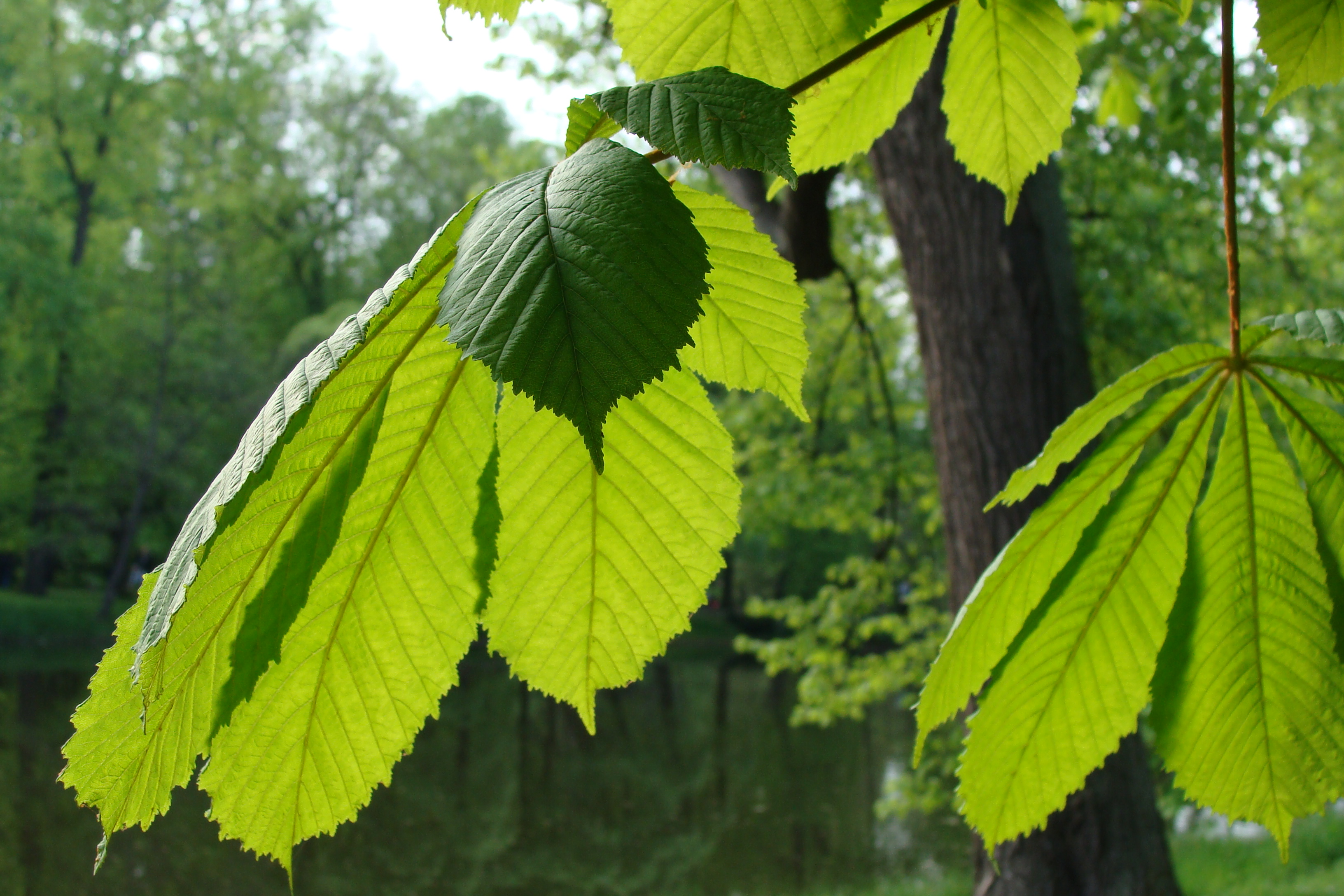
Листя з 7 листочків, видимі жилкі і нерівнопильчастий край
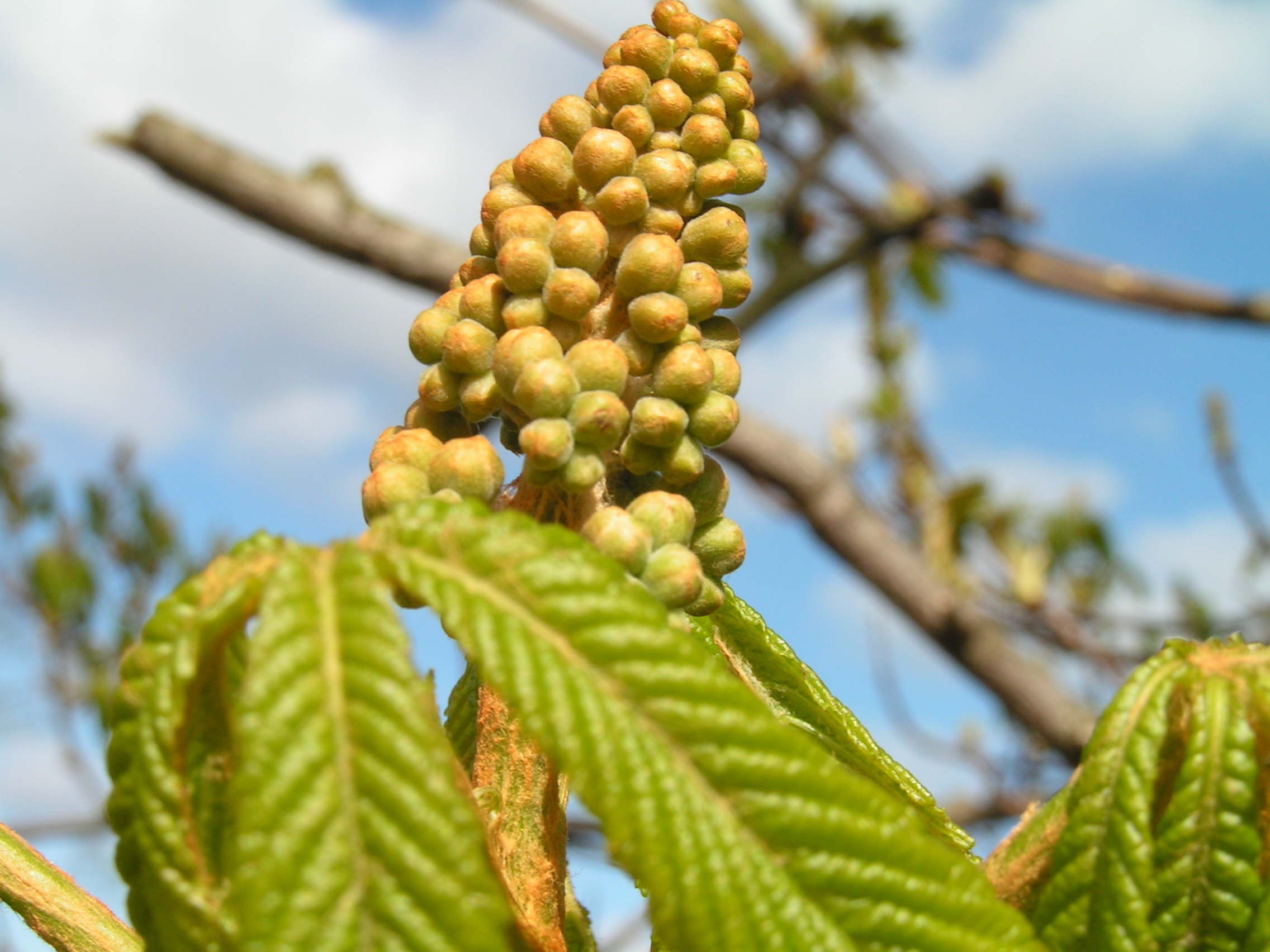
Пуп'янки
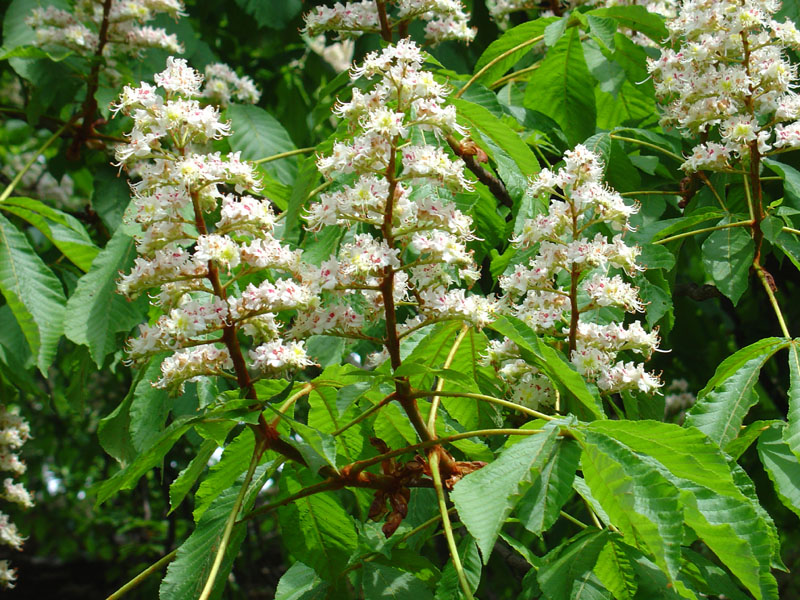
Суцвіття
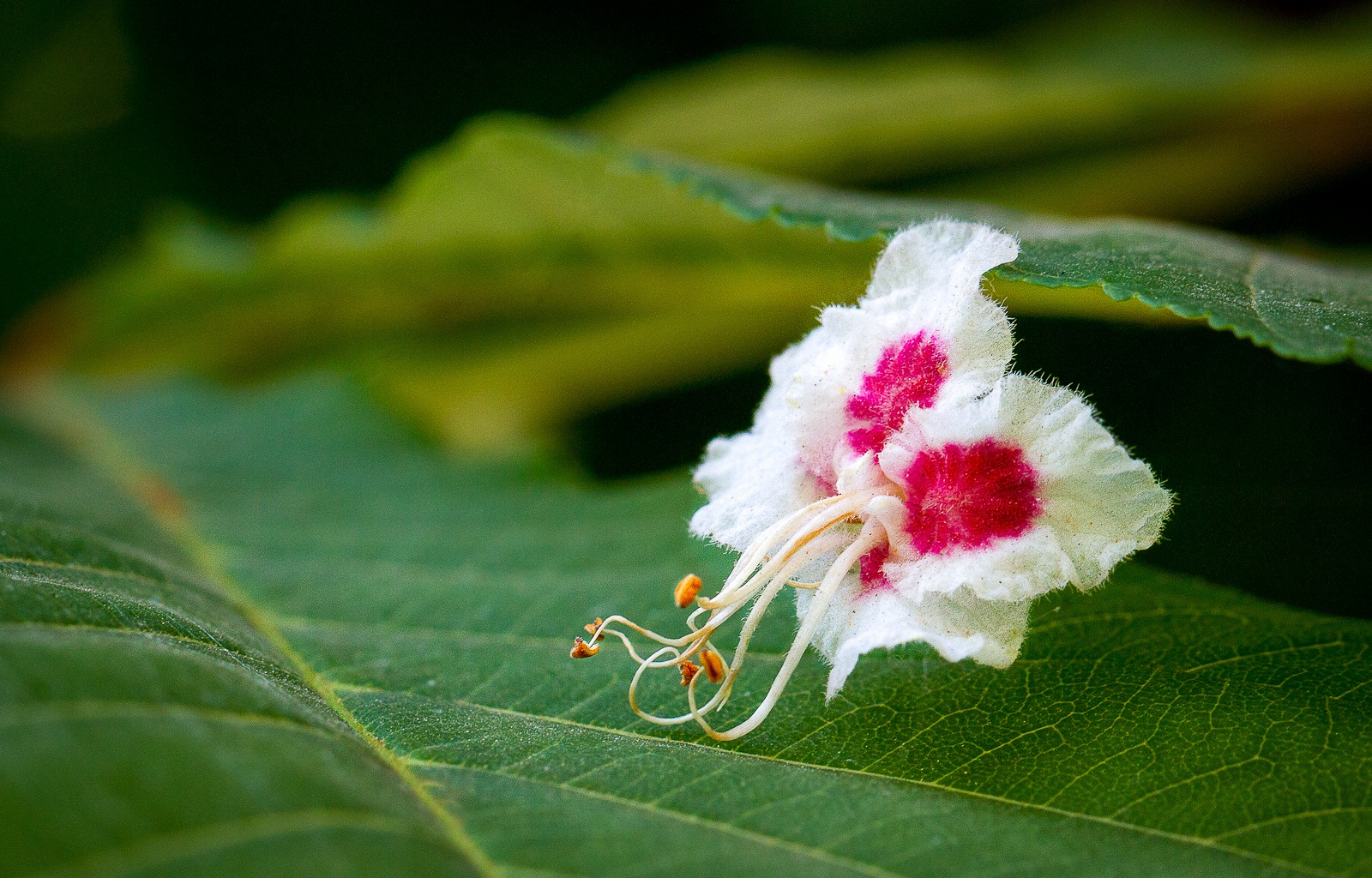
Окрема квітка

## Хімічний склад
У корі гіркокаштана звичайного містяться сапоніни, жирна олія, фітостерин, тіамін, аскорбінова кислота, глікозиди ескулін і фраксин, які, подібно до дикумарину, уповільнюють зсідання крові. Також знайдено речовини, за дією подібні до хініну. У квітках виявлено пектинові і дубильні речовини, флавоноїди, рутин, слиз. Плоди гіркокаштана містять жирну олію, сапоніни (24-28 %), дубильні речовини, крохмаль, глікозид ескулін. Сапоніни кінського каштана отруйні для людини та багатьох тварин.

## Поширення
Ареал гіркокаштана звичайного охоплює відносно невелику ділянку Балкан — гори Піндус. На своїй батьківщині ці дерева утворювали широколистяні ліси, які подекуди збереглися і в наш час. В природі їхніми плодами живляться олені і вивірки, нечутливі до дії отруйних сапонінів. З XIX століття цей вид почали вирощувати в парках і на вулицях міст у всіх помірних кліматичних зонах світу.

## Застосування

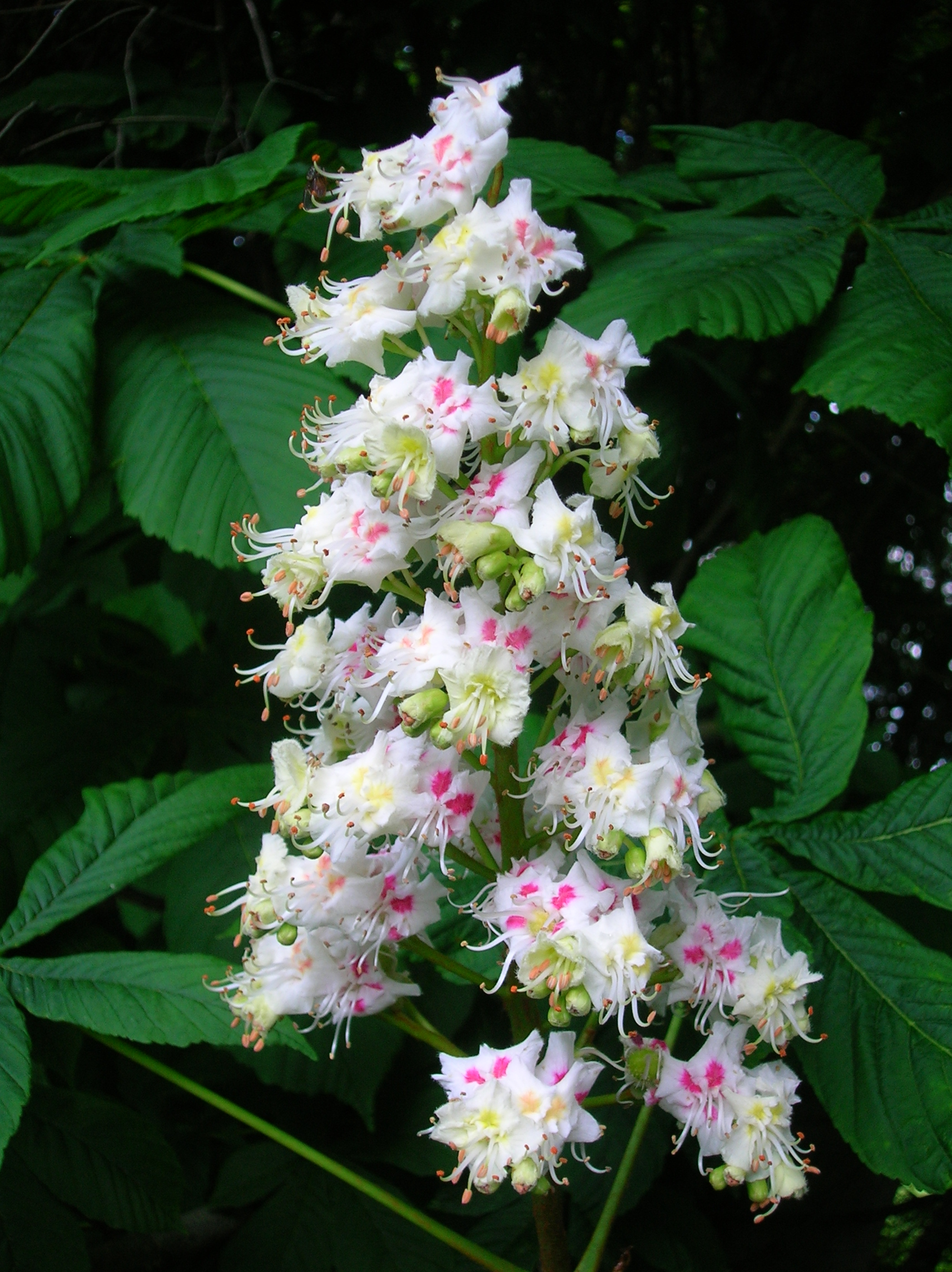
Суцвіття великим планом

Гіркокаштан звичайний — добрий медонос. За сприятливої погоди одна квітка здатна 1,7-2,1 мг нектару. Якщо враховувати велику кількість квіток у суцвітті, то загальна медопродуктивність 1 га гіркокаштанових насаджень може сягати 50-60 кг меду. Крім нектару бджоли збирають з цього дерева темно-червоний пилок і клей, з якого виробляють прополіс. Гіркокаштановий мед прозорий, безколірний, рідкий. Смак специфічний. Не плутати з медом каштана їстівного, який має темний колір і непоганий смак.
Плоди кінського каштана, хоча і отруйні для людини та багатьох тварин, втім безперешкодно перетравлюються свиньми. Подекуди практикується відгодівля свиней каштанами, за якістю цей корм наближається до жолудів.

### Озеленення
Втім, гіркокаштан звичайний відомий перш за все як декоративна рослина. Це дерево вельми популярне у спеціалістів з озеленення і ландшафтних дизайнерів, оскільки в процесі росту завжди зберігає стрункість стовбура, через що його часто використовують для створення алей, обсадження доріг. Серед інших його переваг слід зазначити невибагливість, стійкість до газопилового забруднення, привабливу форму листя і квіток, щільну крону, яка влітку створює глибокий затінок, дарує прохолоду і добре затримує потоки забрудненого повітря. Існує дуже красивий гібрид цього виду з гіркокаштаном червоним — гіркокаштан криваво-м'ясний.
Звичайний гіркокаштан загалом любить глинясті ґрунти, а найкраще почувається на глинясто-піщаних, пористих. Дерево розвивається повільно, на початку росту дає багато бічних паростків. Для пришвидшення розвитку саджанця і підвищення декоративності бічні паростки у нижній частині стовбура видаляють, залишаючи три горішні пагони. Сформовані дерева обрізки не потребують, але якщо така необхідність виникла з санітарних причин, то переносять її добре. Щоб зменшити ризик негативних наслідків, обрізку слід проводити пізньої осені або рано навесні.
Серед недоліків цієї культури слід зазначити схильність до ураження каштановою мінуючою міллю (див. нижче «Шкідники»). Останнім часом через масове ураження листя і, таким чином, втрату декоративності, зелені господарства шукають для гіркокаштана заміну.

### Історія каштанів у Києві та Україні

Герб Києва за часів УРСР

Найстарішим існуючим на 2015 рік гіркокаштаном Києва вважається каштан Петра Могили, який за легендою був посаджений митрополитом Петром Могилою, тобто не пізніше 1647 року. Дерево [Архівовано 3 жовтня 2015 у Wayback Machine.] знаходиться на території Свято-Троїцького монастиря в Китаївській пустині.
Іншими довгожителями є каштани Києво-Печерської лаври, вчені припускають, що їх вік може становити 300 років.
Дослідник київської старовини Анатолій Макаров посилаючись на працю Максима Берлінського „Історія міста Києва“ написану в 1800 році стверджує, що поява гіркокаштанів у маєтках заможних киян припадає на XVIII сторіччя, або навіть раніше.
Масова ж висадка гіркокаштанів на вулицях Києва відбулася у першій половині XIX століття. Їх поява, згідно з міською легендою, пов'язана із візитом до міста імператора Російської імперії Миколи I навесні 1842 року.. Київський генерал-губернатор Бібіков сушив голову над тим, чим би приємно здивувати царя. Було вирішено на честь гостя зробити нову вулицю і обсадити її каштанами, які на той час були екзотикою в Російській Імперії. До міста терміново завезли саджанці. Під наглядом офіцерів солдати посадили їх уздовж нової вулиці (нинішній бульвар Тараса Шевченка).
Але напередодні приїзду царя їх підняли по тривозі і наказали за одну ніч викорчувати всі саджанці, а натомість посадити тополі. Причиною такого наказу було те, що посланець, якого губернатор Бібіков відправив до царя, доповів після повернення, що коли цар слухав рапорт про церемонію майбутньої зустрічі в Києві, при згадці про каштани бридливо скривився. Пізніше виявилось, що гримаса царя не мала жодного стосунку до екзотичних дерев.
На щастя, не всі саджанці загинули. Студенти й викладачі київського університету святого Володимира обсадили каштанами головну алею університетського ботанічного саду. Тут і зараз збереглось кілька старих дерев із тих, що мали прикрашати бульвар Т. Шевченка. Чимало саджанців каштана розібрали кияни й висадили їх на інших вулицях.
Пізніше рослина поширилась по всій країні. Наразі цей вид є однією з найрозповсюдженіших порід, гіркокаштанові насадження або окремі дерева можна побачити практично у будь-якому місті України.
За часів УРСР гіркокаштан було проголошено символом Києва. Квітка й листя цього дерева були зображені на тогочасному гербі міста. Цікаво, що на гербі квіти каштана утворювали тризуб, який спирався на лук (військову зброю часів Київської Русі).

### Медицина

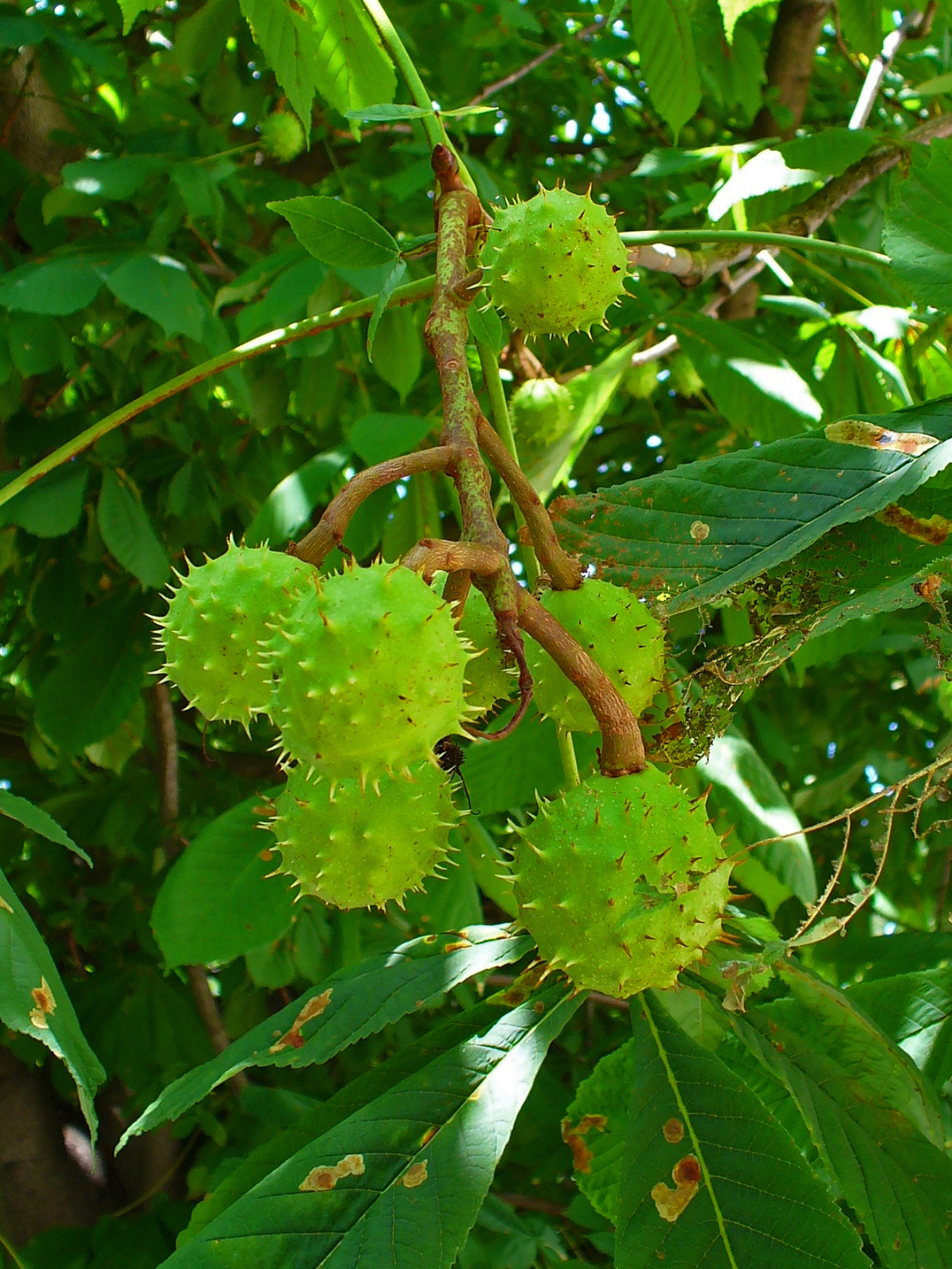
Гілка з плодами

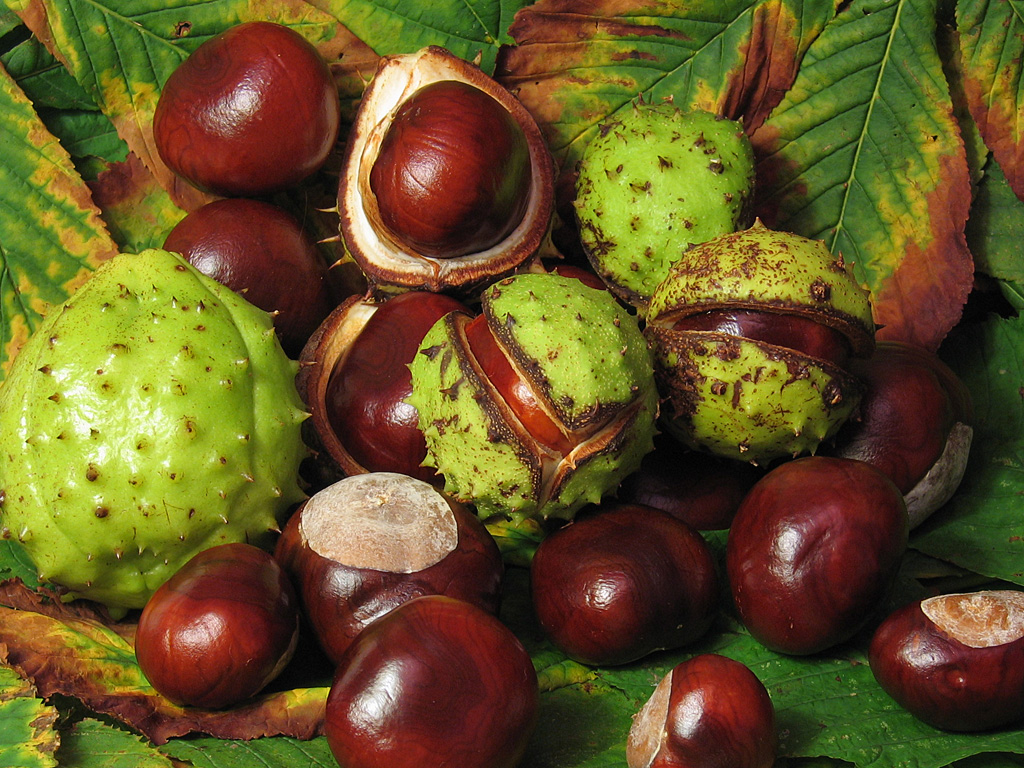
Насіння

Лікарською сировиною визнана кора молодих гілок, яку збирають рано навесні, зелене листя, квіти, насіння і оболонка плодів. Найдієвішою сировиною вважається насіння (Hippocastani semen). З кори готують настої і відвари, з квіток вичавлюють сік або роблять настоянки, листя застосовують лише зовні для примочок, а з лушпиння і насіння готують екстракти.
Найвідоміша фармакологічна дія цієї рослини, беззаперечно визнана офіційною медициною, — венотонізуюча. Препарати кінського каштана „Дескузан“, „Вазотонін“, „Веностазин“, „Веногал“, „Екозульф“ підвищують тонус вен, розширюють артерії, зміцнюють капіляри, зменшують набряки, діють протизапально і знеболююче. Їх застосовують при тромбофлебітах, геморагічному діатезі, початкових формах варикозного розширення вен. Водно-спиртовий екстракт, відомий під назвою „Ескузан“, застосовують як венотонізуючий засіб і антикоагулянт.
У народній медицині сік або настоянку квіток вживають всередину для лікування геморою, варикозного розширення вен, тромбофлебіту, атеросклерозу (позитивно впливає на обмін холестерину). Листя прикладають до гнійників. Препаратами з кори лікують геморой (роблять клізми і ванни), суглобний ревматизм, запалення кишки, подагру, захворювання верхніх дихальних шляхів і жовчного міхура, артрити різної етіології, малярію, нічне заніміння кінцівок, атеросклероз, використовують для профілактики інсультів. Масляний екстракт кори перешкоджає засмазі.
Через великий вміст антикоагулянтів препарати гіркокаштана звичайного протипоказані людям з поганим згортанням крові, виразкою шлунка і дванадцятипалої кишки. Також у жодному разі не можна вживати свіжі плоди: наявність в них сапонінів може призвести до руйнації еритроцитів (гемолізу).

## Шкідники
Загалом це дерево стійке до ураження комахами, втім воно сильно ушкоджується специфічним шкідником — каштановою мінуючою міллю. Це призводить до передчасного побуріння і опадання листя, що суттєво зменшує декоративність. Листям цього виду також можуть живитися гусениці акронікти.
Селекціонери вивели декілька форм, стійких до ураження міллю, але остаточно проблему не вирішено. Через це садівники інколи взагалі відмовляються від використання гіркокаштана звичайного в озелененні. Зокрема, саме з цієї причини навесні 2013 року було запропоновано замінити звичайні кінські каштани на вулиці Хрещатик (Київ) на стійкіші саджанці сорту 'Briotii'. Проєкт виявився невдалим через організаційні причини, пов'язані з корупцією і підміною садівного матеріалу.

## Синоніми
| - Aesculus asplenifolia Loudon - Aesculus castanea Gilib. - Aesculus hippocastanum var. argenteovariegata Loudon - Aesculus hippocastanum var. aureovariegata Loudon - Aesculus hippocastanum var. beaumanii C.K.Schneid. - Aesculus hippocastanum f. beaumanii (C.K.Schneid.) Dole - Aesculus hippocastanum var. flore-pleno Loudon - Aesculus hippocastanum var. incisa Booth ex Loudon - Aesculus hippocastanum var. pendula Puvill. | - Aesculus hippocastanum f. pendula (Puvill.) Rehder - Aesculus hippocastanum var. variegata Loudon - Aesculus memmingeri K.Koch - Aesculus procera Salisb. - Aesculus septenata Stokes - Hippocastanum aesculus Cav. - Hippocastanum vulgare Gaertn. - Pawia hippocastanum Kuntze |